# Ronald Weigel
Ronald Weigel (Hildburghausen, Thüringen, 8 augustus 1959) is een voormalige Oost-Duitse snelwandelaar, die gespecialiseerd was in het onderdeel 50 km snelwandelen. Hij werd wereldkampioen, meervoudig Oost-Duits kampioen en verbeterde tweemaal het wereldrecord op deze discipline. In totaal nam hij driemaal deel aan de Olympische Spelen en behaalde hierbij drie medailles.

## Biografie
In 1983 toonde Weigel aan in de vorm van zijn leven te zijn door wereldkampioen te worden op het onderdeel 50 km snelwandelen. Een jaar later kon hij niet deelnemen aan de Olympische Spelen van Los Angeles wegens de Oost-Duitse boycot. Wel verbeterde hij dat jaar voor het eerst het wereldrecord 50 km snelwandelen tot 3:38.31. Twee jaar later scherpte hij deze tijd met nog eens veertien seconden.
Op de wereldkampioenschappen atletiek 1987 in Rome moest hij genoegen nemen met een zilveren medaille op de 50 km snelwandelen. Ondanks een snellere tijd (3:41.30) dan in 1983 was ditmaal zijn landgenoot Hartwig Gauder hem te snel af. Na het winnen van de wereldbeker (1987), olympisch zilver (1988, 1992) en olympisch brons (1992) behaalde hij geen medailles meer op grote internationale wedstrijden.

## Titels
- Wereldkampioen 50 km snelwandelen - 1983
- Oost-Duits kampioen 20 km snelwandelen - 1984, 1988, 1989
- Oost-Duits kampioen 50 km snelwandelen - 1983, 1985, 1988

## Wereldrecords
| Tijd (h) | Datum        | Plaats       |
| -------- | ------------ | ------------ |
| 3:38.31  | 20 juli 1984 | Oost-Berlijn |
| 3:38.17  | 25 mei 1986  | Potsdam      |

## Palmares

### 5000 m snelwandelen
- 1993: 5e WK indoor - 19.02,73
- 1991: 9e WK indoor - 19.34,86

### 20 km snelwandelen
- 1988:  OS - 1:20.00
- 1991: 16e WK - 1:22.18

### 50 km snelwandelen
- 1983:  WK - 3:43.08
- 1987:  WK - 3:41.30
- 1987:  Wereldbeker - 3:42.26
- 1988:  OS - 3:38.56
- 1991:  Wereldbeker - 3:47.50
- 1992:  OS - 3:53.45
- 1996: DNF OS

1976 Veniamin Soldatenko ·
1983: Ronald Weigel ·
1987: Hartwig Gauder ·
1991: Aleksandr Potasjov ·
1993: Jesús Ángel García ·
1995: Valentin Kononen ·
1997: Robert Korzeniowski ·
1999: Ivano Brugnetti ·
2001: Robert Korzeniowski ·
2003: Robert Korzeniowski ·
2005: Sergej Kirdjapkin ·
2007: Nathan Deakes ·
2009: Sergej Kirdjapkin ·
2011: Sergej Bakoelin ·
2013: Robert Heffernan ·
2015: Matej Tóth ·
2017: Yohann Diniz ·
2019: Yusuke Suzuki